# Медзилаборце
Медзилаборце (слч. Medzilaborce, мађ. Mezőlaborc, укр. Меджильабірці) су град у Словачкој, који се налази у оквиру Прешовског краја, где је у саставу округа Медзилаборце.
Град је познат по задужбини-музеју Ендија Ворхола, чије се порекло везује за Медзилаборце.

## Географија
Медзилаборце су смештене у североисточном делу државе, близу државне границе са Пољском, која се налази 7 km североисточно од града. Главни град државе, Братислава, налази се 500 km источно од града.
Рељеф: Медзилаборце су се развиле у источној подгорини планинског венца Татри. Насеље се налази у долини реке Лаборец, испод истоимених Лаборечких врхова. Град је положен на приближно 330 m надморске висине.
Клима: Клима у Медзилаборцама је умерено континентална.
Воде: Медзилаборце су се развиле на реци Лаборец, у горњем делу тока реке.

## Историја
Људска насеља на овом простору датирају још из праисторије. Насеље под данашњим именом први пут се спомиње 1543. године, као место насељено Словацима. Током следећих векова град је био у саставу Угарске. Градска права Медзилаборце су стекле 1860. године.
Крајем 1918. Медзилаборце су постале део новоосноване Чехословачке. У време комунизма град је нагло индустријализован, па је дошло до наглог повећања становништва. После осамостаљења Словачке град је постао њено општинско средиште, али је дошло до привредних тешкоћа у време транзиције.

## Становништво
| Година:    | 1994. | 2004.   | 2014.   | 2024.    |
| ---------- | ----- | ------- | ------- | -------- |
| Број људи: | 6646  | 6665    | 6703    | 5723     |
| Разлика:   |       | +0,28 % | +0,57 % | -14,62 % |

| Година:    | 2023. | 2024.   |
| ---------- | ----- | ------- |
| Број људи: | 5747  | 5723    |
| Разлика:   |       | -0,41 % |

Данас Медзилаборце има око 6.000 становника и последњих година број становника опада.
Етнички састав: Медзилаборце са околином су познате по највећој концентрацији Русина и Украјинаца у целој Словачкој. По попису из 2001. састав је следећи:
- Словаци - 56,4%,
- Русини - 34,2%,
- Украјинци - 6,1%,
- Роми - 1,1%,
- Чеси - 0,7%,
- остали.

Верски састав: Медзилаборце са околином су познате по највећој концентрацији православаца и унијата у целој Словачкој. По попису из 2001. састав је следећи:
- гркокатолици - 41,1%,
- православци - 40,1%,
- римокатолици - 10,1%,
- атеисти - 4,9%,
- остали.

## Партнерски градови
- Намјешт на Ослави
- Козјењице

## Галерија
- Главни трг у Медзилаборцама
- Музеј Ендија Ворхола
- Градски православни храм
- Градски гркокатолички храм